# Palais Acquaviva Coppola
Le Palazzo Acquaviva Coppola est un bâtiment résidentiel situé à Naples, entre la Via del Parco Margherita et la Via San Pasquale, dans le quartier de Chiaia.
Le bâtiment, conçu par Augusto Acquaviva Coppola en 1912, allie les tendances napolitaines aux influences issues de la sécession viennoise d’Otto Wagner. Le bâtiment se trouve sur une pente et est desservi par deux rues placées à différentes hauteurs. L'articulation du bâtiment a donc été résolue en subdivisant la structure en deux parties apparemment indépendantes.
La décoration extérieure, via del Parco Margherita, s’inspire de motifs classiques déterminés par l’axe de symétrie de la façade, tandis que le côté de la via San Pasquale revêt des caractères baroques.

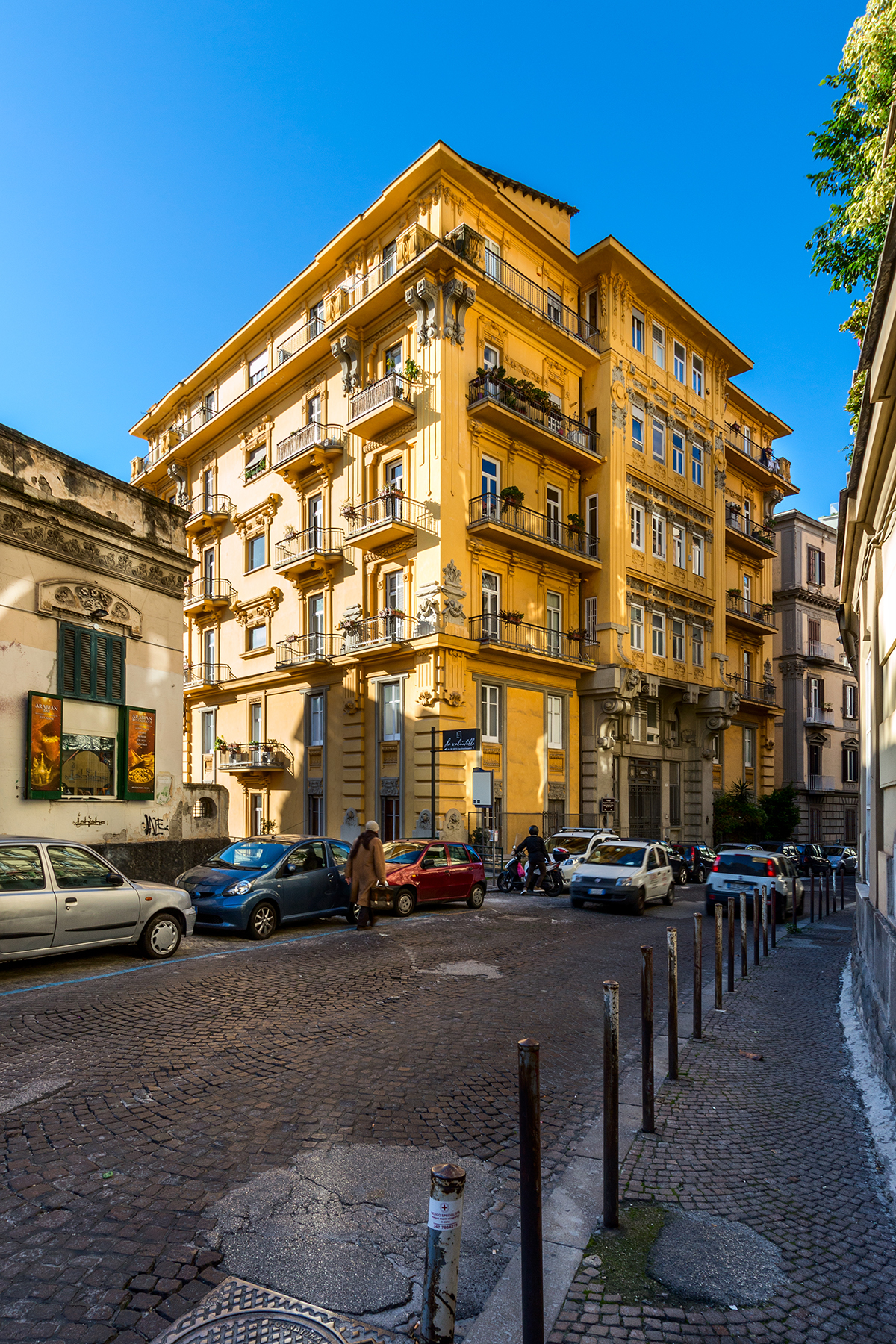
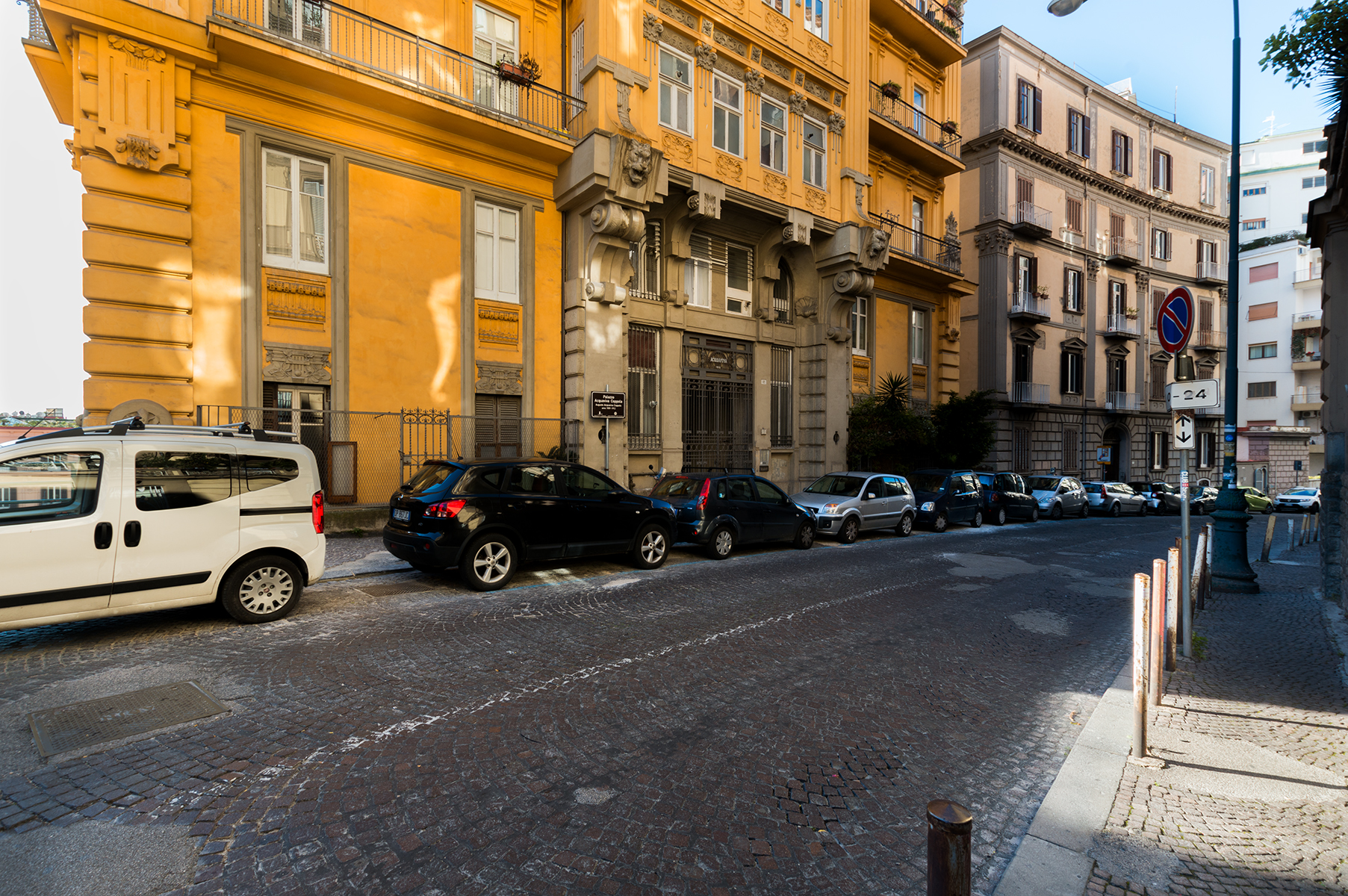